# Azobisisobutyronitrile
Ne pas confondre avec l'organisme norvégien Statens havarikommisjon for transport (anglais : Accident Investigation Board Norway, AIBN)
L'azobisisobutyronitrile (AIBN) est un composé organique très utilisé pour produire des radicaux pour des réactions radicalaires.
La molécule d'AIBN se décompose facilement par chauffage en diazote (gaz) et en un radical stabilisé par le groupe nitrile.
D'autres producteurs classiques de radicaux sont les peroxydes mais ils présentent l'inconvénient d'être instables et parfois explosifs. Pour ces raisons, on utilise maintenant surtout l'AIBN comme amorceur radicalaire.